# Pristimantis rhigophilus
Pristimantis rhigophilus é uma espécie de anfíbio caudado da família Strabomantidae. Está presente na Venezuela. A UICN classificou-a como deficiente de dados.